# Stanisław Sobotkiewicz
Stanisław Sobotkiewicz (ur. 28 stycznia 1914 w Babulińcach, zm. 15 czerwca 1993 w Arncott) – polski pisarz.

## Życiorys
Urodził się 28 stycznia 1914 w Babulińcach koło Buczacza. Ukończył II Państwowe Gimnazjum im. Juliusza Słowackiego w Tarnopolu. Był zakochany w tym mieście. 
W 1942 został aresztowany przez Niemców i wywieziony na roboty. Po zakończeniu II wojny światowej znalazł się w polskim obozie pod Bicester w Wielkiej Brytanii, gdzie spędził ponad 25 lat. Pracował fizycznie a w wolnych chwilach pisał artykuły, powieści, wiersze. Często czynił odwołania do swojego ukochanego Tarnopola. Większość jego dzieł nie budziła zainteresowania wydawców.
Pisywał do londyńskiego tygodnika „Wiadomości”. Jesień życia spędził w domu spokojnej starości w Arncott niedaleko Oxfordu. Tam zmarł 15 czerwca 1993. 
Prace, które zostawił przekazano Bibliotece Polskiej POSK w Londynie. Pozostałe, niewydane dzieła spotkał różny los. Przykładowo maszynopis wierszy z 1971 S. Sobotkiewicza znajduje się w „Inwentarzu Juliusza Sakowskiego”w Bibliotece UMK w Toruniu. Będąc na emigracji wspierał finansowo różne działania w kraju ojczystym, które upamiętniały Tarnopol. Był również fundatorem tablic pamiątkowych.

## Wybrane publikacje
- Stanisław Sobotkiewicz: Czarnym szlakiem. Londyn: Polska Fundacja Kulturalna, 1967. Brak numerów stron w książce
- Stanisław Sobotkiewicz: Powracające echa. Opowiadania i szkice. Londyn: Polska Fundacja Kulturalna, 1979. Brak numerów stron w książce
- Stanisław Sobotkiewicz: Wierszyki dla najmłodszych. Londyn: Polska Fundacja Kulturalna, 1979. Brak numerów stron w książce
- Stanisław Sobotkiewicz: Syn człowieczy: Opowieść biblijna. Londyn: KOW Veritas, 1982. Brak numerów stron w książce